# Leucobryum iridans
Leucobryum iridans là một loài Rêu trong họ Dicranaceae. Loài này được (Brid.) E. Britton mô tả khoa học đầu tiên năm 1896.